# Inna Bohosłowśka
Inna Hermaniwna Bohosłowśka, ukr. Інна Германівна Богословська (ur. 5 sierpnia 1960 w Charkowie) – ukraińska polityk i prawnik, deputowana dwóch kadencji, kandydatka na urząd prezydenta.

## Życiorys
Ukończyła w 1982 studia wyższe w Charkowskim Instytucie Prawniczym, w tym samym roku rozpoczęła prowadzenie praktyki adwokackiej. W 1993 założyła własną kancelarię prawniczą, zajmującą się świadczeniem usług prawnych m.in. przedsiębiorstwom międzynarodowym. Rok później powołała firmę audytorską. W 1997 została przewodniczącą oddziału charkowskiego krajowego zrzeszenia prawników, a także wiceprzewodniczącą struktur centralnych tej organizacji. Objęła później kierownictwo m.in. zrzeszenia ukraińskich doradców podatkowych.
W 1998 uzyskała mandat posłanki do Rady Najwyższej. Cztery lata później bez powodzenia ubiegała się o reelekcję jako jeden z liderów komitetu wyborczego „Komanda ozymoho pokolinnia”, określanego jako techniczny blok utworzony z inicjatywy Wiktora Pinczuka i mający odbierać głosy ugrupowaniom opozycyjnym. W tym czasie Inna Bohosłowśka kierowała Konstytucyjno-Demokratyczną Partią, którą w 2005 przekształciła w ugrupowanie pod nazwą Partija „Wicze”.
Od 2003 do 2004 stała na czele centralnego komitetu ds. polityki regulacyjnej i przedsiębiorczości. W 2006 została wiceministrem sprawiedliwości w drugim rządzie Wiktora Janukowycza. W 2007 wystartowała z powodzeniem do parlamentu VI kadencji z listy Partii Regionów. Formalnie była bezpartyjnym kandydatem, zgodnie z przepisami wyborczymi zrezygnowała wcześniej z kierowania i członkostwa w ugrupowaniu Partija „Wicze”, podobnie jak inni jej liderzy, kandydujący z ramienia PR w ramach porozumienia między tymi formacjami.
W 2009 opuściła frakcję Partii Regionów, zarejestrowała się też jako kandydatka w wyborach prezydenckich 2010 (otrzymała około 0,4% głosów), powróciła później do frakcji PR. W 2012 uzyskała poselską reelekcję, zasiadając w parlamencie do 2014. W 2019 ponownie startowała w wyborach prezydenckich, dostała około 0,1% głosów.